# Hoya kerrii
Hoya kerrii, umgangssprachlich wegen ihrer Blattform gelegentlich auch Herzblatt-Pflanze, Herzpflanze oder Kleiner Liebling genannt, ist eine Pflanzenart aus der Gattung der Wachsblumen (Hoya) in der Unterfamilie der Seidenpflanzengewächse (Asclepiadoideae). Sie kommt von China bis Java vor.

## Beschreibung

### Vegetative Merkmale
Hoya kerrii wächst als kletternde, ausdauernde krautige Pflanze, die bis zu 4 Meter hoch werden kann. Die blassen und kahlen Stängel besitzen einen Durchmesser von bis zu 7 mm. Die gegenständig angeordneten Laubblätter sind in Blattstiel und Blattspreite gegliedert. Der Blattstiel weist eine Länge von 0,5 bis 2 cm auf. Die einfache, dickfleischige, kahle Blattspreite ist bei einer Länge von 4 bis 12 cm und einer Breite von 5 bis 9,5 cm verkehrt-herzförmig. Die zweizipfelige Spreitenspitze ist mittig 1 bis 1,75 cm tief eingeschnitten bzw. eingebuchtet. Die Spreitenbasis ist gerundet oder breit keilförmig.

### Generative Merkmale
Der 2 bis 6 cm lange Blütenstandsschaft besitzt einen Durchmesser von etwa 3 mm. Der vielblütige Blütenstand (bis 25 Blüten) besitzt einen Durchmesser von 4 bis 5 cm. Die zwittrige Blüte ist radiärsymmetrisch und fünfzählig mit doppelter Blütenhülle. Die fünf dünnen Kelchblätter sind 1,3 bis 1,8 cm lang und flaumig behaart. Die fünf Kronblätter sind länglich-oval, 2,5 mm lang und abgestumpft; außen sind sie flaumig behaart. Die Blütenkrone hat einen Durchmesser von 9 bis 11 mm, ist weißlich und weist innen Papillen und/oder dichte, flaumige, stehende Haare auf. Die Kronzipfel sind oval bis abgerundet dreieckig, messen 4 bis 5 mal 5 mm und sind basal verwachsen. Sie sind stark zurückgebogen. Die Nebenkrone ist rosa bis purpurfarben, die Nebenkronenzipfel 2,5 mm lang, relativ breit und median eingedrückt. Basal sind sie verwachsen, apikal zugespitzt und stark zurückgebogen. Die staminalen Nebenkronenzipfel sind bis 2,5 mm breit und auf der Oberseite eingedellt. Der äußere Fortsatz ist breit und rund, der innere Fortsatz zugespitzt. Die Pollinien messen etwa 1 mm in der Länge. Die Blüten von Hoya kerrii produzieren relativ viel Nektar, der zudem rötlich bis bräunlich gefärbt ist. Sie duften nur schwach bis gar nicht. Die Anthese dauert etwa 2 Wochen an.

## Verbreitung
Hoya kerrii kommt im südlichen China, Vietnam, Laos, Kambodscha, Thailand und Indonesien (Insel Java) vor. Der Typusfundort sind die Doi Sootep-Berge westlich von Chiang Mai (Nordthailand) in einer Höhenlage von etwa 390 Meter.

## Taxonomie
Die Erstbeschreibung von Hoya kerrii erfolgte 1911 durch William Grant Craib in Bulletin of Miscellaneous Information Kew 1911, 10, S. 418–419. Ein Exemplar wurde von Arthur Francis George Kerr 1910 oder 1911 am Typusfundort in Thailand: „Chiengmai in eng jungle on Doi Sootep, 390 m“  gesammelt und blühte im August 1911 in Kew Gardens. Er bemerkt, dass sich dieses Exemplar von den "wilden" Exemplaren am Typusfundort durch eine flaumige Behaarung an den Stängeln, Blütenstiel und Blättern unterscheidet. Er führt diesen Unterschied auf die unterschiedlichen klimatischen Verhältnisse am Typenfundort und Kew Gardens (London) zurück. Bereits ein Jahr später (1912) wurde Hoya kerrii von Julien Noël Costantin als Varietät zu Hoya obovata gestellt. Sie wird heute allgemein als eigenständige Art anerkannt (z. B. Christiane Hoffmann, Ruurd van Donkelaar und Focke Albers in Albers & Meve (2002)). Hoya kerrii ist jedoch sehr nahe mit Hoya obovata Decne. verwandt, die in Südostasien bis zu den Fidschi-Inseln weit verbreitet ist.
Der Artname Hoya kerrii ehrt den britischen Arzt, Pflanzensammler und Autor botanischer Werke Arthur Francis George Kerr.

## Belege